# Gemeine Feuerzikade

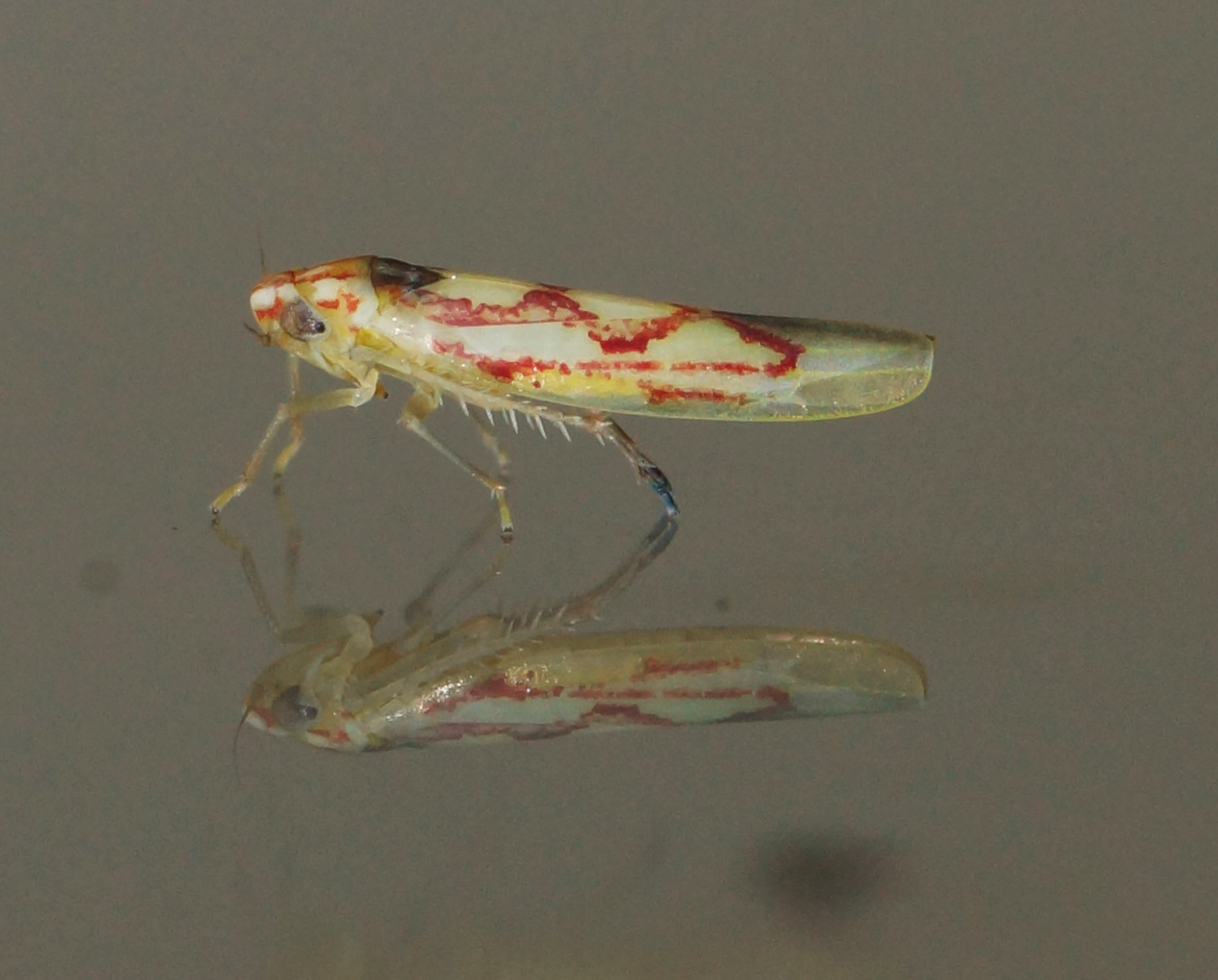
Seitenansicht

Die Gemeine Feuerzikade (Zygina flammigera) ist eine Zikade der Unterfamilie der Blattzikaden (Typhlocybinae) innerhalb der Unterordnung der Rundkopfzikaden (Cicadomorpha). 

## Taxonomie
Die Art wurde von Antoine François de Fourcroy im Jahr 1785 als Cicada flammigera erstbeschrieben. Das lateinische Art-Epitheton flammigera bedeutet „flammentragend“. Die Art wird von manchen Autoren der Untergattung Zygina zugeordnet.
In der Literatur finden sich folgende Synonyme:
- Cicada blandula Rossi, 1792
- Cicada gracilis Schellenberg, 1802
- Zygina ruficosta Fieber, 1884
- Zygina pruni Edwards, 1924

## Merkmale
Die Zikaden werden 3,2–3,4 mm lang. Sie besitzen eine weißlich-gelbe Grundfarbe. In Ruhestellung mit angelegten Flügeln erkennt man dorsal ein Zickzack-Muster aus zwei roten breiten Streifen. Diese umschließen zwei annähernd rautenförmige weißlich-gelbe Bereiche des Clavus. Das Scutellum ist vollständig bräunlich gefärbt. Die Kombination der beiden zuvor genannten Merkmale unterscheidet Zygina flammigera von ähnlichen verwandten Arten. Bei den Hinterbeinen der Männchen sind das apikale Tarsenglied sowie die apikale Hälfte des mittleren Tarsenglieds verdunkelt.
Die feinen Fühler der Nymphen überragen deren Körperlänge.

## Ähnliche Arten
Die Vertreter der Gattung Zygina sehen sich sehr ähnlich und sind zum Teil schwer voneinander zu unterscheiden. Eine sehr ähnliche Art ist Zygina angusta. Bei dieser Art ist der Bereich zwischen den roten Streifen verdunkelt.

## Vorkommen
Die Art ist in der Paläarktis heimisch. In Europa ist sie weit verbreitet. Für die Iberische Halbinsel und für Griechenland fehlen offenbar Nachweise. Im Süden reicht das Vorkommen bis nach Sizilien, Zypern und den Nahen Osten. Im Osten reicht das Vorkommen bis in die östliche Paläarktis. In Nordamerika wurde die Art eingeschleppt. Ein erster Fund stammt aus dem Jahr 1950. Dort kommt sie an der Westküste im US-Bundesstaat Washington und der benachbarten kanadischen Provinz British Columbia vor.

## Lebensweise
Die Zikaden beobachtet man das ganze Jahr über, am häufigsten in den Monaten März und April. Die Imagines der neuen Generation erscheinen gewöhnlich Mitte Juli. Als Nahrungs- und Wirtspflanzen nutzt die Zikadenart verschiedene Rosengewächse. Zu diesen gehören Weißdorne (Crataegus), Äpfel (Malus),  Aprikose (Prunus armeniaca), Vogelkirsche (Prunus avium), Gewöhnliche Traubenkirsche (Prunus padus), Rosen (Rosa) und Mehlbeeren (Sorbus). Sowohl die Nymphen als auch die ausgewachsenen Zikaden findet man an deren Blättern. Die Imagines überwintern an immergrünen Pflanzen, hauptsächlich an Fichten (Picea).